# Parotis chlorophylalis
Parotis chlorophylalis là một loài bướm đêm trong họ Crambidae.